# Bernard Pyne Grenfell

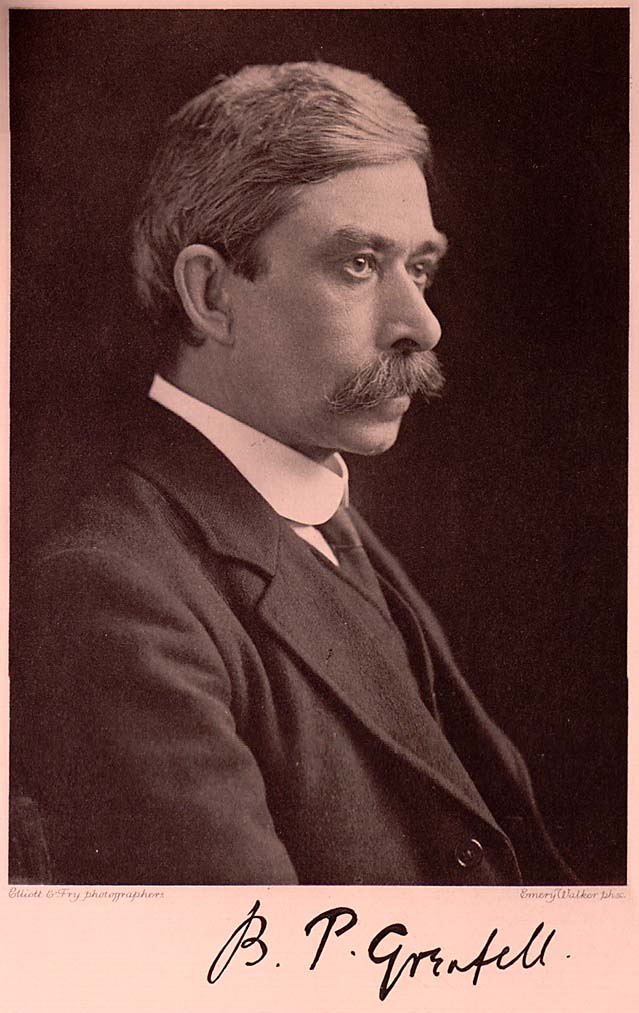
Bernard Pyne Grenfell (1920)

Bernard Pyne Grenfell (* 16. Dezember 1869 in Birmingham; † 18. Mai 1926 in Eley bei Perth) war ein englischer Papyrologe.
Grenfell studierte von 1888 bis 1892 am Queen’s College der Universität Oxford. 1894 reiste er erstmals zum Studien neu gefundener Papyri nach Ägypten und arbeitete mit Flinders Petrie zusammen. 1894 wurde er Research Fellow am Queen’s College, 1908 erhielt er dort eine Professur für Papyrologie, die erste Professur für Papyrologie überhaupt. 1905 wurde er zum Mitglied (Fellow) der British Academy gewählt. Seit 1906 war er korrespondierendes Mitglied der Bayerischen Akademie der Wissenschaften. 1909 erlitt er einen Nervenzusammenbruch, wurde arbeitsunfähig und verlor seinen Lehrstuhl. Sein Nachfolger wurde 1913 Arthur Surridge Hunt. 1916 wurde Grenfell zum Honorary Professor ernannt, 1919 zum Joint Professor. 1921 erlitt er einen psychotischen Rückfall und nach einem Aufenthalt in einem Sanatorium in St Andrews verbrachte er den Rest seines Lebens in Murray’s Royal Mental Hospital bei Perth.
Mit seinem Freund und Kollegen Arthur Surridge Hunt nahm er an den archäologischen Grabungen in Oxyrhynchus teil und entdeckte viele alte Manuskripte, darunter einige der ältesten bekannten Abschriften des Neuen Testaments, der Septuaginta und von apokryphen Schriften. Auch die weiteren Funde waren sehr umfangreich und enthalten zuvor unbekannte Werke bekannter klassischer Autoren. Der Großteil der Funde besteht aus Tausenden dokumentierenden Texten wie Rechnungen, Listen, Kaufverträge usw., die seither nur zu einem kleinen Teil veröffentlicht wurden.
Er war an der Bearbeitung des Projekts The Oxyrhynchus Papyri, an der Veröffentlichung der Amherst Papyri und anderen Werken beteiligt.

## Veröffentlichungen
- mit Arthur Surridge Hun: Sayings of Our Lord from an early Greek Papyrus. Egypt Exploration Fund, London 1897.
- mit Arthur Surridge Hunt: New Sayings of Jesus and fragment of a lost Gospel from Oxyrhynchus
- mit Arthur Surridge Hunt, David George Hogarth: Fayûm Towns and their Papyri. London 1900.
- Grenfell war der erste Herausgeber der Oxyrhynchus Papyri und veröffentlichte in den ersten 15 Bänden 1828 Papyrusfragmente. Detaillierte Literaturangaben dazu im Artikel Oxyrhynchus Papyri
- Er war Herausgeber der Amherst Papyri und gab davon zwei Bände heraus. Literaturangaben dazu im Artikel Amherst Papyri